# Sky Cana
Sky Holdings Corporation  (conocida comercialmente como Sky Cana) fue una aerolínea dominicana con operadores contratados liderado por Avion Express Malta como inversionista mayoritario, con sede en Santo Domingo. Había iniciado servicios regulares al Caribe y Estados Unidos desde sus dos hubs: el Aeropuerto Internacional Las Américas y el Aeropuerto Internacional del Cibao. Los servicios que ofreció son de traslado, flete, sobrevuelo, helicóptero, publicidad, ambulancia aérea y servicios turísticos. La aerolínea cesó sus operaciones el 31 de marzo de 2024 sin ofrecer ningún tipo de explicaciones.

## Historia
En 2016, LogicPaq recibió su AOC de la autoridad de aviación civil de la República Dominicana y planeó ofrecer vuelos regulares y chárter entre República Dominicana a Colombia, México y Estados Unidos para y en nombre de los operadores turísticos. Su primer avión, un Airbus A321, se entregó el 28 de noviembre de 2020.
A mediados de enero de 2021, Sky Cana fue la primera aerolínea en las Américas en ofrecer vuelos a ninguna parte, un tipo de vuelos en los que las personas abordan un avión por una tarifa nominal y vuelan alrededor de la ciudad durante aproximadamente una hora antes de regresar al aeropuerto, permitiendo a los viajeros hacer turismo en su propia ciudad desde el aire.
Finales de enero de 2021, Sky Cana fue designada por la Liga Dominicana de Béisbol Profesional “LIDOM” para operar el vuelo de la Selección Nacional de Béisbol Campeón 2021 Águilas Cibaeñas a Mazatlán, México. Representando a República Dominicana en la Serie del Caribe 2021.
La aerolínea finalmente decidió cesar sus operaciones a partir del 31 de marzo del año 2024 sin ofrecer ningún tipo de explicaciones ni tampoco dando algún anuncio.

## Antiguos destinos
Sky Cana operó vuelos a los siguientes destinos:
| Países               | Destinos                   | Aeropuertos                                  | Notas                           | Referencias |
| -------------------- | -------------------------- | -------------------------------------------- | ------------------------------- | ----------- |
| Cuba                 | Holguín                    | Aeropuerto Internacional Frank País          | Operados por Air Century        |             |
| Cuba                 | La Habana                  | Aeropuerto Internacional José Martí          | Operados por Air Century        |             |
| Cuba                 | Santiago de Cuba           | Aeropuerto Internacional de Santiago de Cuba | Operados por Air Century        |             |
| Cuba                 | Santa Clara                | Aeropuerto Internacional Abel Santamaría     | Operados por Air Century        |             |
| Estados Unidos       | Nueva York                 | Aeropuerto Internacional John F. Kennedy     |                                 | [ 8 ]       |
| Estados Unidos       | Miami                      | Aeropuerto Internacional de Miami            | Operado por Air Century         | [ 9 ]       |
| Puerto Rico          | San Juan                   | Aeropuerto Internacional Luis Muñoz Marín    |                                 | [ 10 ]      |
| República Dominicana | Puerto Plata               | Aeropuerto Internacional Gregorio Luperón    | Hub secundario                  | [ 10 ]      |
| República Dominicana | Punta Cana                 | Aeropuerto Internacional de Punta Cana       |                                 |             |
| República Dominicana | Santiago de los Caballeros | Aeropuerto Internacional del Cibao           | Hub principal                   | [ 8 ]       |
| República Dominicana | Santo Domingo              | Aeropuerto Internacional Las Américas        | Hub principal                   |             |
| Venezuela            | Maracaibo                  | Aeropuerto Internacional de La Chinita       | Operados por SKYhigh Dominicana |             |
| Venezuela            | Valencia                   | Aeropuerto Internacional Arturo Michelena    | Operados por SKYhigh Dominicana |             |

## Antigua flota
Hasta marzo de 2024, la flota de Sky Cana constaba de los siguientes aviones:
| Aeronaves       | Total | Introducido | Retirado | Matrículas                                                      | Notas                   |
| --------------- | ----- | ----------- | -------- | --------------------------------------------------------------- | ----------------------- |
| Airbus A320-200 | 8     | 2022        | 2024     | 9H-AMP, 9H-AMX, 9H-MLD, 9H-MLE, 9H-MLV, HI1080, LY-FJI y LY-HMD |                         |
| Airbus A321-200 | 5     | 2020        | 2024     | 9H-CGI, 9H-AMR, 9H-AME, 9H-AMD y 9H-AMG                         |                         |
| Airbus A330-200 | 1     | 2022        | 2023     | LY-TKL                                                          |                         |
| Airbus A330-300 | 1     | 2022        | 2023     | 9H-SMI                                                          |                         |
| ATR 72-200F     | 1     | 2021        | 2023     | HI1000                                                          | Operado por Air Century |

Los aviones de la aerolínea estaban decorados con el nombre de un destino turístico específico en República Dominicana. El primer avión estaba etiquetado como "Go Puerto Plata", el segundo como "Go Samaná" y el tercero como "Go Santo Domingo". En su flota carguera, su ATR 72-200(F) estaba etiquetado como "LogicPaq".
Para antes del 31 de marzo del 2024 todas las aeronaves fueron retornadas a sus lessors como Avion Express y Galistair Malta. Mientras que el HI1080 tuvo su último vuelo ferry hacia un lugar de Estados Unidos para después ser abandonado en su totalidad.